# 共产主义青年集体

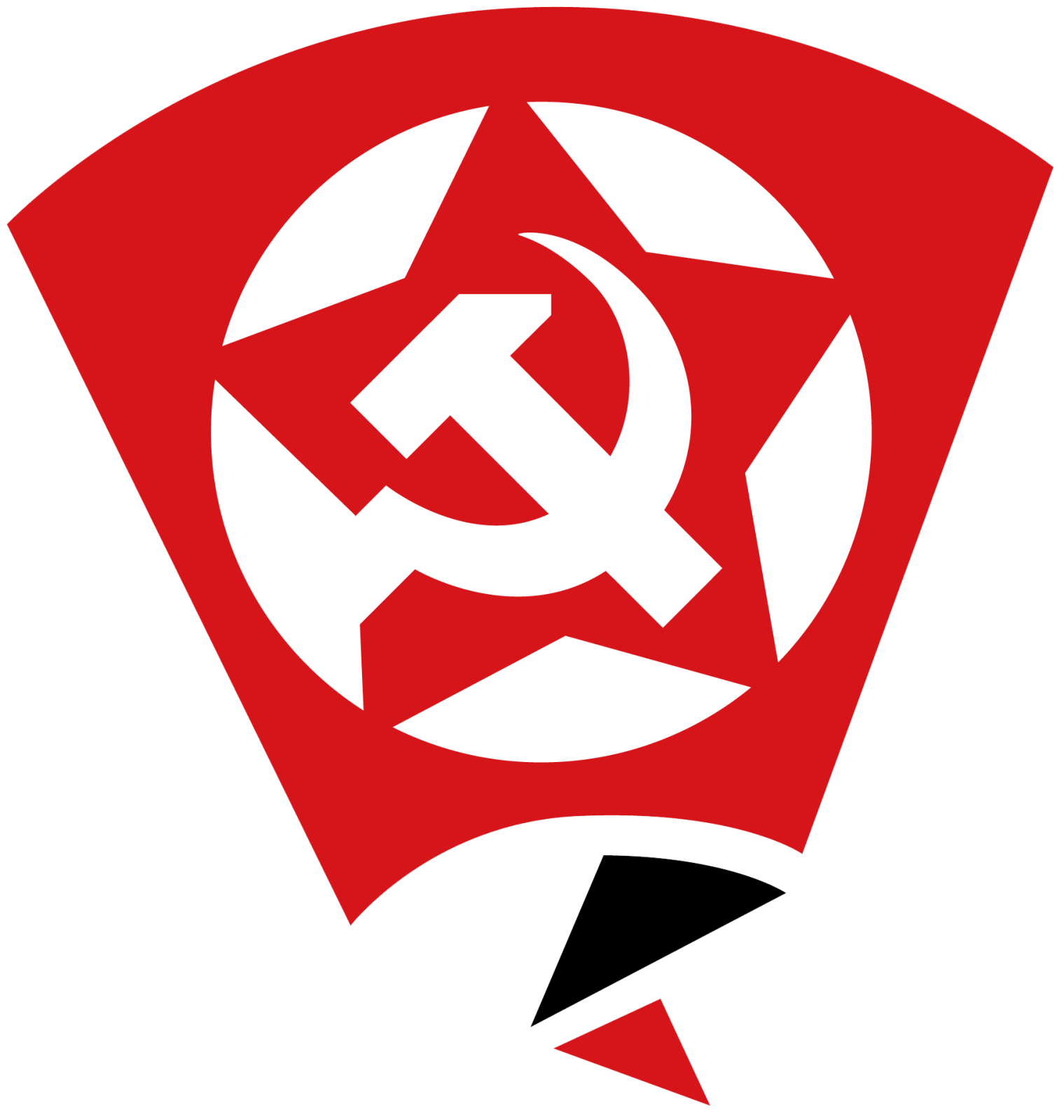

共产主义青年集体（西班牙語：Colectivos de Jóvenes Comunistas，缩写为CJC）是西班牙工人共产党的青年翼。该组织成立于1985年1月13日。该组织以马克思列宁主义为指导思想。该组织的总书记是Marina Gómez。该组织是世界民主青年联盟的成员。该组织曾派代表参加欧洲共产主义青年组织会议。